# Wladimir Ananjewitsch Peskin
Wladimir Ananjewitsch Peskin (russisch Владимир Ананьевич Пескин, wiss. Transliteration Vladimir Anan’evič Peskin; * 22. Apriljul. / 5. Mai 1906greg. in Irkutsk; † 2. April 1988 in Moskau) war ein russischer Komponist.

## Biografie
Von 1914 bis 1916 lebte Wladimir Peskin in Genf und erhielt Musikunterricht an der Académie de Musique de Genève, nachdem sein Vater wie viele andere russische Revolutionäre in die Schweiz ins Exil gegangen war. Im Revolutionsjahr 1917 kehrte er nach Irkutsk zurück und wurde in die dortige Musikhochschule aufgenommen. Ab 1922 studierte er am Moskauer Konservatorium bei dem legendären Pianisten und Komponisten Samuil Feinberg sowie bei Anna Ostrovskaja und anderen. Durch Überbeanspruchung zog er sich eine Behinderung an den Händen zu und musste das Klavierstudium aufgeben. Danach wandte er sich vermehrt der Komposition zu, nachdem er bereits in seiner Jugend für seine Mutter Vera, eine Sängerin, Lieder komponiert hatte, davon viele auf eigene Texte. Als sein Vater vom Stalin-Regime verfolgt und seine Mutter nach Kasachstan deportiert wurde, musste er allein die Familie ernähren und arbeitete zu diesem Zweck in den 1930er Jahren als Pianist beim Balalaika-Orchester des Hauptsitzes der Roten Armee. Dort lernte er den jungen Trompetenstudenten und später weltberühmten Virtuosen Timofei Alexandrowitsch Dokschizer (1921–2005) kennen und wurde dessen Klavierbegleiter. Für Dokschizer schrieb Peskin, der als Amateur selber Trompete spielte, 1937 ein Scherzo für Trompete und Klavier und danach eine Reihe weiterer, überaus virtuoser Werke, darunter drei Konzerte, die musikalisch und technisch zum Interessantesten im klassisch-romantischen Repertoire der Trompete gehören.

## Stil
Wie viele sowjetische Komponisten, die unter dem Regime Josef Stalins aufwuchsen, schrieb Peskin im Stile der Romantik, wobei schwer auszumachen ist, wie weit dies seiner eigenen Neigung oder den ästhetischen Maßgaben des „sozialistischen Realismus“ zuzuschreiben ist, deren Missachtung nach 1933 in der Sowjetunion Repression nach sich ziehen konnte. Als Peskins Vorbild wird Anton Rubinstein genannt, doch deutlicher sind, in Peskins bekannten Werken, Einflüsse seines Lehrers Samuil Feinberg und Sergei Rachmaninows.

## Werke
- Diverse Lieder (unveröffentlicht)
- Intermezzo für Trompete und Klavier
- Konzert Nr. 1 c-moll für Trompete und Orchester (Klavierfassung), 1948
- Konzert-Allegro (Konzert Nr. 2) b-moll für Trompete und Orchester (Klavierfassung), 1954
- Konzert Nr. 3 f-moll für Trompete und Orchester (Klavierfassung), 1971; der zweite Satz wird auch separat als Nocturne aufgeführt
- Konzert für Klarinette und Orchester (Klavierfassung)
- Konzert für Horn und Orchester (Klavierfassung)
- Melodie für Trompete und Klavier
- Poème Nr. 1 für Trompete und Klavier
- Poème Nr. 2 für Trompete und Klavier
- Poème für Violine und Klavier
- Präludien für Klavier (unveröffentlicht)
- Rondo-Scherzo für Trompete und Klavier
- Scherzo für Trompete und Klavier, 1937